# Y.M.C.A. (歌曲)
《Y.M.C.A.》是由美国迪斯科组合村民录制的一首歌曲，是其专辑《Cruisin'》中的唯一一支单曲。该曲在1979年初登上美国榜单第二，并同时在英国榜上获得冠军，这成为该乐团的最热门歌曲。
此曲在美国和欧洲仍十分流行，在众多体育盛事中仍在播放。
此曲被VH1列入“20世纪百大舞曲”的第7位。2020年，此曲列入格莱美名人堂，并被美国国会图书馆选入国家录音登记册，以纪念其“在文化、历史或美学上的重要意义”。

## 历史
在美国，基督教青年会（YMCA）于19世纪80年代开始建造单人住宿设施，为从农村迁入城市寻找工作的人们提供住所。 到20世纪70年代，这种设施的居住者逐渐变为了无家可归者和面临生活问题的年轻人。
主唱兼作词人维克多·威利斯回忆，在录音室时，制作人雅克·莫拉利问他：“基督教青年会到底是什么？”威利斯向他解释了之后，看到莫拉利惊讶地对他说：“不是吧，雅克，你要给它写一首歌？” 歌曲发布后，基督教青年会曾威胁要以商标侵权为由起诉该乐队，但最终庭外和解，将其视为一首致敬该组织的歌曲。

## 影响
美国第45任总统唐纳德·特朗普在2020年竞选连任期间使用这首歌（以及村民的另一首歌曲《Macho Man》）作为竞选集会结束时播放的歌曲。威利斯最初支持特朗普使用这首歌曲，但他在几起涉及“黑人的命也是命”抗议活动的事件后要求特朗普停止使用这首歌，不过后来还是放松了立场。NBC综艺节目《周六夜现场》在2020年10月24日的《周末更新》节目中恶搞了这一事件。结果，这首歌于2020年11月重回iTunes前20名，并登上Billboard舞曲数字歌曲销售榜第2名。11月6日，在媒体宣布乔·拜登在2020年美国总统大选中在宾夕法尼亚州领先于时任总统特朗普后，拜登的支持者在费城街头跳舞并唱着这首歌庆祝。2021年1月20日，当特朗普在乔·拜登就职典礼前最后一次登上空军一号前往佛罗里达时，扬声器播放了这首歌。
2024年大选中，特朗普再次在集会上使用这首歌。威利斯表示，他不再反对特朗普使用这首歌，因为特朗普为这首歌带来了巨大人气。

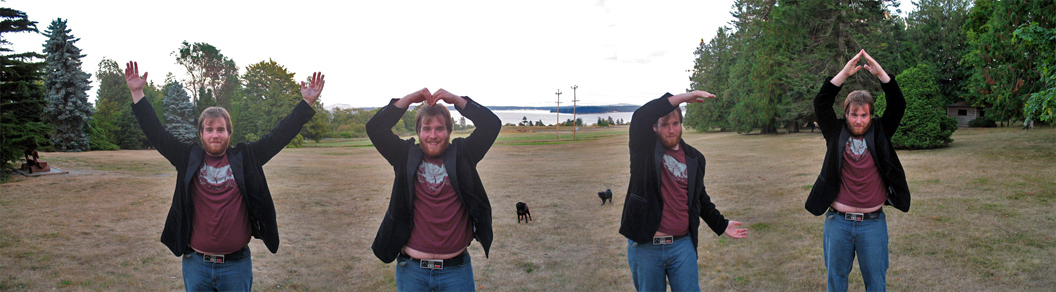
Y.M.C.A.的舞蹈动作。

## 翻唱
- 1979年，日本歌手西城秀樹发行的单曲《YOUNG MAN (Y.M.C.A.)》翻唱自这首歌，唱片公司宣称销量为140万张，而日本Oricon公司统计的销量为80万张以上。
- 1979年，台灣歌手崔愛蓮亦翻唱過此首歌，歌名就叫《年輕人》；同年，香港歌手林子祥也以曲名《YMCA好知己》進行了這首歌粵語版的翻唱。
- 1995年，台灣歌手庾澄慶亦有翻唱此首歌。
- 2010年，中国大陆歌手杨坤在专辑《DISCO》中翻唱了这首歌， 曲名就叫《YMCA》。
- 2013年，美国动画电影的虚拟角色“小黄人”（英語：Minions），在电影中翻唱了这首歌，并收录在电影的原声带中。
- 2016年，南韓女子團體TWICE在KBS2電視台播放的節目《不朽的名曲》翻唱並改編成韓文版的《Y.M.C.A.》
- 2017年，日本男團GENERATIONS from EXILE TRIBE發行專輯沒有眼淚的小丑抬頭望著沒有太陽和月亮的天空翻唱了這首歌，曲名就叫《YMCA》。
- 2017年，日本男團BOYS AND MEN發行專輯威風堂堂～B.M.C.A.～翻唱了這首歌，曲名叫《Youngman-B.M.C.A.》。
- 2018年，日本女團E-Girls發行專輯E.G.11翻唱了這首歌，曲名就叫《YMCA》。